# Philophrosyne (Mond)
Philophrosyne (auch Jupiter LVIII) ist einer der kleineren Monde des Planeten Jupiter.

## Entdeckung
Philophrosyne wurde am 6. Februar 2003 von Astronomen der Universität Hawaii entdeckt und erhielt vorläufig die Bezeichnung S/2003 J 15. Am 23. August 2019 wurde sie von der Internationalen Astronomische Union nach Philophrosyne benannt, einer Figur in der griechischen Mythologie.

## Bahndaten
Philophrosyne umkreist Jupiter in einem mittleren Abstand von 22.627.000 km in 689 Tagen, 18 Stunden und 29 Minuten. Die Bahn weist eine Exzentrizität von 0,1910 auf. Mit einer Neigung von 146,5° gegen die lokale Laplace-Ebene ist die Bahn retrograd, d. h., der Mond bewegt sich entgegen der Rotationsrichtung des Jupiter um den Planeten.
Aufgrund ihrer Bahneigenschaften wird Philophrosyne der Ananke-Gruppe, benannt nach dem Jupitermond Ananke, zugeordnet. Philophrosyne ist das äußerste Mitglied der Gruppe.

## Physikalische Daten
Philophrosyne besitzt einen Durchmesser von etwa 2 km. Ihre Dichte wird auf 2,6 g/cm³ geschätzt. Sie ist vermutlich überwiegend aus silikatischem Gestein aufgebaut. Sie weist eine sehr dunkle Oberfläche mit einer Albedo von 0,04 auf, d. h., nur 4 % des eingestrahlten Sonnenlichts werden reflektiert.